# Last Looks
Last Looks ist eine vom US-Amerikaner Tim Kirkby Regie geführte Krimikomödie und Literaturverfilmung des gleichnamigen Romans von Howard Michael Gould.

## Handlung
Charlie Waldo, ein in Ungnade gefallener Ex-Polizist des LAPD, der sich für ein einfaches Leben im Wald entschieden hat, wird als Privatdetektiv angeheuert, um den Mord an der Frau eines exzentrischen Stars aufzuklären.

## Produktion
Die Dreharbeiten begannen im Juni 2019 in Atlanta. Ursprünglich sollte der Film Waldo heißen. Im Dezember 2021 wurde Last Looks in Portugal und Polen erstveröffentlicht. Im selben Monat entschied der US-amerikanische Heimvideo-Distributor RLJ Entertainment, den Film im Februar 2022 auf den US-amerikanischen Markt zu bringen.

## Bewertung
Laut dem Portal Rotten Tomatoes erhielt der Film mittelmäßige Kritiken. Die Nutzer des Portals bewerteten den Film noch schlechter.